# Crkva Blažene Djevice Marije od Milosrđa u Visu
Crkva Blažene Djevice Marije od Milosrđa (Gospe od Spilica) je katolička crkva u gradu  Visu.

## Opis
Župna crkva Gospe od Spilica sagrađena je u prvoj polovini 16. stoljeća na obali zmeđu Kuta i Luke u Visu. Izvorno jednobrodna, u 18.st. postala je trobrodna povezivanjem prigrađenih kapela. Ističe se visokom dvokatnom preslicom na glavnom, zapadnom pročelju. Na crkvi se prepleću gotički, renesansni i barokni elementi. Građena je od izvrsno klesanih kamenih kvadera povezanih vrlo uskim sljubnicama. U unutrašnjosti se ističu slika mletačkog slikara Girolama di Santa Croce, barokni oltari, drveni kor iz 18. stoljeća s orguljama, oltari iz 19. stoljeća, te nadgrobne ploče s natpisima iz 17. – 18.st.

## Zaštita
Pod oznakom Z-5470 zavedena je kao nepokretno kulturno dobro - pojedinačno, pravna statusa zaštićena kulturnog dobra, klasificirano kao "sakralna graditeljska baština".

## Vanjske poveznice
|  | Zajednički poslužitelj ima još gradiva o temi Crkva Blažene Djevice Marije od Milosrđa u Visu |